# Nhập Dược Kính
Nhập Dược Kính(入藥鏡) là sách luyện nội đan của Đạo giáo, tác giả là Thôi Hi Phạm đời nhà Hán, có thuyết nói là giữa đời nhà Đường và Ngũ Đại. Toàn văn 82 câu, mỗi câu 3 chữ. Từ đời nhà Tống, sách được chú giải rất nhiều. Sách được đưa vào Đạo Tạng Tập Yếu và Đạo Tạng Tinh Hoa Lục.